# Lucio Tarquinio (politico)
Lucio Rosario Filippo Tarquinio (Foggia, 18 luglio 1949 – 19 agosto 2025) è stato un politico italiano.

## Biografia
Visse a Foggia. Ha conseguito il diploma di ragioniere e perito commerciale, ha lavorato all'Istituto Poligrafico e Zecca dello Stato di Foggia.

### Attività politica

#### Consigliere regionale della Puglia
Viene eletto consigliere regionale in Puglia nel 1990 nelle liste della Democrazia Cristiana e rieletto nelle elezioni del 2005 e del 2010.

#### Elezione a senatore
Alle elezioni politiche del 2013 viene eletto al Senato della Repubblica, in regione Puglia, nelle liste del Popolo della Libertà.
Il 16 novembre 2013, con la sospensione delle attività del Popolo della Libertà, aderisce a Forza Italia.
Fa parte della corrente fittiana del partito, critica nei confronti del leader Silvio Berlusconi, che il 30 maggio 2015 abbandona Forza Italia per aderire ai Conservatori e Riformisti, il neonato movimento politico di Raffaele Fitto.
Il 28 febbraio 2017 aderisce a Direzione Italia, naturale proseguimento del percorso politico di Conservatori e Riformisti.
Il 2 aprile 2017, assieme agli altri sei senatori di Direzione Italia confluisce nel Gruppo misto, per via dello scioglimento del gruppo parlamentare (ormai al di sotto della soglia minima di 10 senatori); l'11 maggio successivo aderisce al gruppo parlamentare di centro-destra "Grandi Autonomie e Libertà-Unione dei Democratici Cristiani e dei Democratici di Centro".
Il 22 dicembre 2017, assieme ai sei senatori di Direzione Italia e alle tre senatrici di Fare!, confluisce nel nuovo gruppo parlamentare Noi con l'Italia, di cui diviene Capogruppo.
Non è ricandidato alle elezioni politiche del 2018.